# Niko Dimitrakos
Nicholas „Niko“ Dimitrakos (* 21. Mai 1979 in Somerville, Massachusetts) ist ein ehemaliger US-amerikanisch-griechischer Eishockeyspieler, der während seiner aktiven Karriere zwischen 2002 und 2014 unter anderem 178 Spiele für die San Jose Sharks und Philadelphia Flyers in der National Hockey League (NHL) auf der Position des Centers bestritten hat.

## Karriere
Dimitrakos spielte zunächst vier Spielzeiten an der University of Maine, mit der er 1999 die Meisterschaft der National Collegiate Athletic Association und 2000 die Meisterschaft der Hockey East gewann. Nachdem ihn die San Jose Sharks bereits beim NHL Entry Draft 1999 in der fünften Runde an 155. Stelle ausgewählt hatten, unterschrieb er dort im Sommer 2002 seinen ersten Profivertrag. Der US-Amerikaner spielte vorerst beim Farmteam der Sharks, den Cleveland Barons, ehe er gegen Ende der Spielzeit 2002/03 seine erste Chance im Profikader des NHL-Teams bekam, das sich zu dieser Zeit im Umbruch befand. Dimitrakos überzeugte und wurde in der Saison 2003/04, die er abermals in Cleveland begonnen hatte, wieder in die NHL berufen, wo er sich letztendlich etablierte.

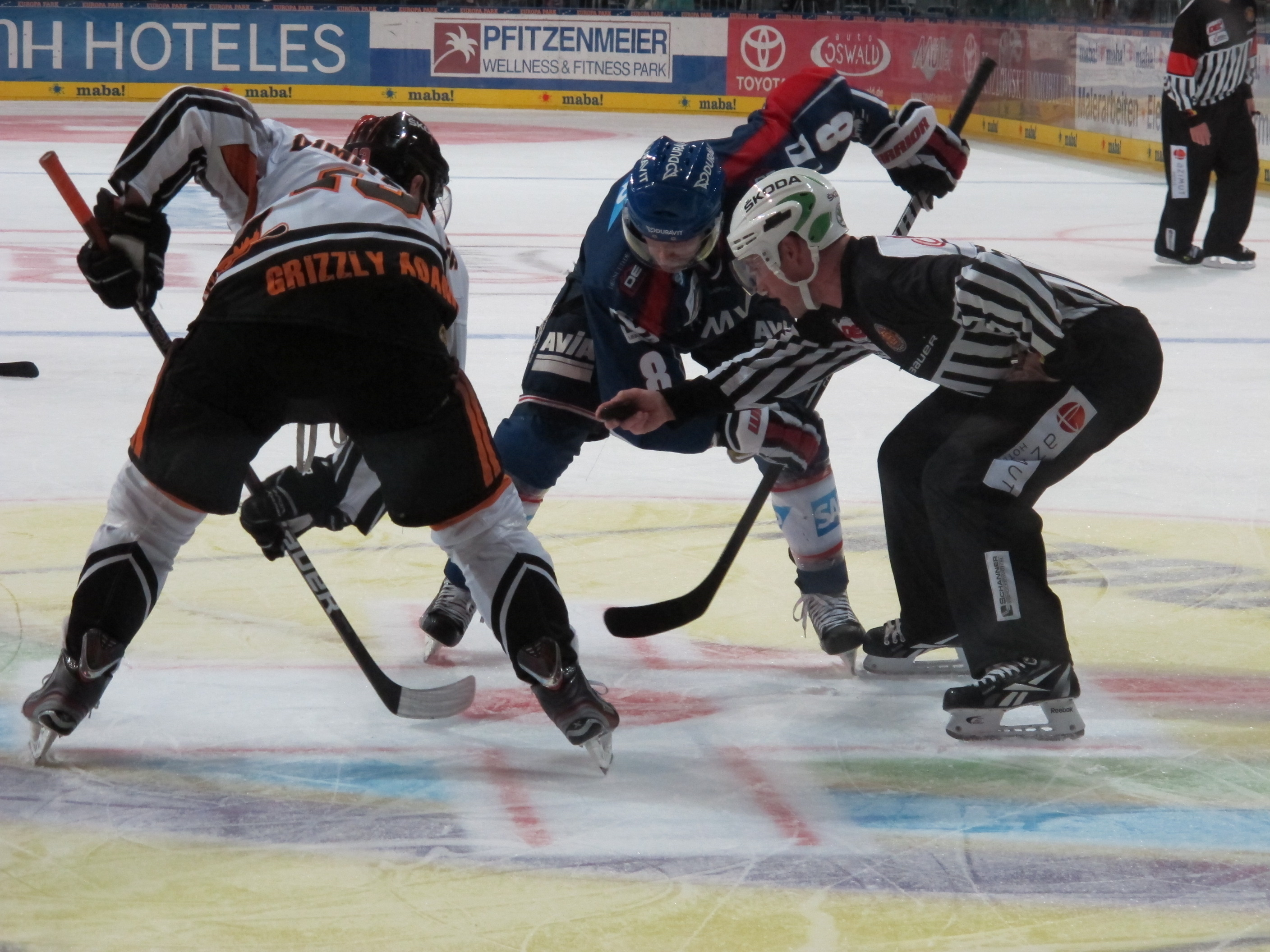
Yanick Lehoux (rechts) im Bully gegen Niko Dimitrakos

Während der Saison 2004/05, die wegen des Lockout ausfiel, stand er dreimal für die SCL Tigers in der Schweizer Nationalliga A auf dem Eis. Zur Saison 2005/06 kehrte er zu den Nordkaliforniern zurück. Am 9. März 2006 gaben ihn die Sharks für einen Drittrunden-Pick im NHL Entry Draft 2006 zu den Philadelphia Flyers ab. Dort spielte er auch zu Beginn des Jahres 2006/07. Am 18. Oktober 2006, nach einer 1:9-Niederlage gegen die Buffalo Sabres, wurde Dimitrakos zusammen mit Petr Nedvěd zum Flyers-Farmteam, den Philadelphia Phantoms, geschickt. Nachdem er daraufhin wenig später bekanntgab, nicht mehr für die Flyers aufzulaufen, falls diese ihn in die NHL zurückholen würden, wurde er am 1. März 2007 an die Chicago Wolves ausgeliehen. Im Sommer 2007 unterschrieb er als Free Agent einen Einjahresvertrag bei Ottawa Senators. Diese setzten ihn im Saisonverlauf ausschließlich in der AHL bei den Binghamton Senators ein, wo er mit 40 erzielten Punkten zu den besten Angreifern der Mannschaft gehörte.
Da sein Vertrag am Saisonende auslief, wechselte er nach nur einem Jahr wieder das Team. Mit Skellefteå AIK aus der schwedischen Elitserien entschied er sich nach 2004 erneut für ein Engagement in Europa. Nachdem er die Saison 2009/10 beim HK ZSKA Moskau aus der Kontinentalen Hockey-Liga verbracht hatte, wurde er für die folgende Spielzeit von MODO Hockey Örnsköldsvik aus der Elitserien verpflichtet. Nach nur vier Toren und einer Vorlage in 22 Spielen, entschied er sich im Januar 2011 für einen Wechsel zu den Adler Mannheim aus der Deutschen Eishockey Liga. Dort war er sofort einer der Führungsspieler und erzielte bis zum Ende der Saison 2010/11 in 26 Spielen 21 Scorerpunkte, davon zehn Tore. Allerdings erhielt er im Anschluss keinen neuen Kontrakt bei den Adler Mannheim. Am 5. Oktober 2011 wurde Dimitrakos von den Wilkes-Barre/Scranton Penguins aus der American Hockey League im Rahmen eines Probevertrages (Professional Tryout Agreement) verpflichtet, konnte sich jedoch nicht für einen festen Kontrakt empfehlen und wurde zwei Monate später freigestellt.
Ab Dezember 2011 stand Dimitrakos bis zum Ende der Saison 2011/12 erneut bei den Adler Mannheim unter Vertrag. Zur Saison 2012/13 wechselte er innerhalb der Liga zu den Grizzly Adams Wolfsburg, wo sein Vertrag jedoch bereits im November 2012 aufgrund nicht erfüllter Erwartungen aufgelöst wurde. Nach über einem Jahr ohne Verein schloss sich der Angreifer im Januar 2014 dem finnischen Klub Tampereen Ilves an und bestritt bis zum Ende der Spielzeit 2013/14 neun Partien in der Liiga. Anschließend beendete der 35-Jährige seine aktive Karriere.

### International
Für die USA nahm Dimitrakos an der Weltmeisterschaft 2003 teil, bei der er mit seiner Mannschaft den 13. Platz belegte.

## Erfolge und Auszeichnungen
| - 1999 NCAA-Division-I-Championship mit der University of Maine - 1999 NCAA Championship All-Tournament Team - 2000 Lamoriello-Trophy-Gewinn mit der University of Maine - 2000 Hockey East Tournament MVP | - 2002 Hockey East Second All-Star Team - 2002 NCAA East First All-American Team - 2002 AHL-Rookie des Monats November - 2003 Teilnahme am AHL All-Star Classic |

## Karrierestatistik

### International
Vertrat die USA bei:
- Weltmeisterschaft 2003

(Legende zur Spielerstatistik: Sp oder GP = absolvierte Spiele; T oder G = erzielte Tore; V oder A = erzielte Assists; Pkt oder Pts = erzielte Scorerpunkte; SM oder PIM = erhaltene Strafminuten; +/− = Plus/Minus-Bilanz; PP = erzielte Überzahltore; SH = erzielte Unterzahltore; GW = erzielte Siegtore; 1 Play-downs/Relegation; Kursiv: Statistik nicht vollständig)